# Nicholas Presciutti
Nicholas Presciutti (Róma, 1993. december 14. –) olasz válogatott vízilabdázó, a Pro Recco játékosa. Bátyja, Christian Presciutti, világbajnok (2011) vízilabdázó.

## Sikerei
- LEN-szuperkupa (2021, 2022, 2023)